# Nordend (berg)
Nordend is een 4609 meter hoge top in het bergmassief van de Monte Rosa op de grens van Italië en Zwitserland.
Na de Dufourspitze is Nordend de vierde top van de Monte Rosagroep en op zes na hoogste van de gehele Alpen. Het is de meest noordelijke top van het massief die de vierduizend metergrens overschrijdt. Het Silbersattel (Italiaans: Sella d'Argento) vormt de scheiding tussen Nordend en de Dufourspitze.
De oostwand van Nordend heeft een hoogte van 2600 meter en is daarmee de hoogste van de Alpen.
In 1861 werd Nordend voor het eerst beklommen door Buxton en Cowell en de berggidsen Payot en Binder. Door de lange toegangsroute is het een van de minst bezochte toppen van het Monte Rosamassief.